# Urolophus aurantiacus
The sepia stingray (Urolophus aurantiacus) là một loài cá thuộc họ Urolophidae. Nó được tìm thấy ở Nhật Bản, Đài Loan, Việt Nam, có thể Triều Tiên, and có thể Hàn Quốc. Nó bị đe dọa do mất môi trường sống.